# Ivan Asen II
Ivan Asen II (Bulgaars: Иван Асен II) (?-1241) was van 1218 tot 1241 tsaar van Bulgarije.

## Leven
Ivan Asen II was een zoon van tsaar Ivan Asen I en werd geboren in de jaren 1190. Bij de dood van zijn oom, tsaar Kalojan, gingen de minderjarige Ivan en zijn jongere broer Aleksandâr in ballingschap in Galicië, een gebied dat afhing van het Kievse Rijk. Aan het hof in Galicië trouwde Ivan Asen II met de Russische Anna. In 1218 slaagde hij erin tsaar Boril, de opvolger van Kalojan, af te zetten. Hij liet hem de ogen uitsteken en verbannen naar een klooster.
In 1219 nam Ivan Asen II de Hongaarse koning András II gevangen, toen die op terugreis was van de Vijfde Kruistocht. Hij dwong András II tot een huwelijk met zijn dochter Anna Maria en verkreeg bovendien de steden Belgrado en Braničevo. Hij verstootte zijn eerste vrouw Anna. Ivan Asen II sloot ook een bondgenootschap met Theodoros Komnenos Doukas van Epirus en om dat te bezegelen gaf hij zijn halfzus Maria als bruid aan Theodoros' broer Manuel. Dit bondgenootschap hield niet stand en in 1230 rukte Theodoros met zijn leger op tegen Bulgarije. Hij werd bij Klokotnica verslagen door de Bulgaren en met zijn hele gezin gevangen genomen. Hierna slaagde Ivan Asen II erin Macedonië, Thracië en de Rodopen in te nemen. Het despotaat Epirus werd een vazalstaat van het Bulgaarse Rijk.
Ivan Asen II herbouwde de Kerk van de Veertig Martelaren in Târnovo en liet een zuil bouwen om zijn overwinning te herdenken. Ook liet hij bij de stad de vesting Carevec bouwen. En er werden verschillende nieuwe kloosters gebouwd. Het rijk kende een zekere economische bloei, onder andere door een vrijhandelsakkoord met Dubrovnik. Ivan Asen II streefde ernaar het orthodoxe patriarchaat van Bulgarije te herstellen. Onder zijn voorgangers had Bulgarije toenadering gezocht tot Rome. Tijdens het concilie van Lampsacus in 1235 werd het Bulgaarse patriarchaat hersteld, weliswaar onder het gezag van Constantinopel.
Het bondgenootschap met Hongarije hield ook geen stand. András II veroverde Belgrado, Braničevo en Vidin tot de opmars van het Hongaarse leger werd gestuit door Ivans broer Aleksandâr, die benoemd was tot sebastokrator.
Ivan Asen II sloot een nieuw bondgenootschap met het keizerrijk Nicea. Hij huwelijkte zijn negenjarige dochter Elena uit aan de zoon van keizer Johannes III Doukas Vatatzes. Bulgarije stond een deel van Thracië af aan Nicea. Maar het bondgenootschap werd opgeblazen en het leger van Ivan Asen II vocht samen met de Latijnse keizer tegen Nicea om de stad Tsouroulos (Çorlu). 
Nadat zijn vrouw Anna Maria aan de pest was gestorven, keerde Ivan Asen II spoorslag terug naar Târnovo en huwde er met Irene, de dochter van zijn gevangene Theodoros Komnenos Doukas.
Ivan Asen II overleed in 1241 op een moment dat zijn rijk bedreigd werd door de Mongolen. Hij werd opgevolgd door zijn zevenjarige zoon Kaliman I Asen, een kind bij zijn vrouw Anna Maria.